# Liu Zongyuan
Liu Zongyuan (柳宗元, Pinyin: Liǔ Zōngyuán;(773-819) was een hervormingsgezinde confuciaanse ambtenaar en geleerde van de late Tang-dynastie. 
Liu Zongyuan blonk tijdens het examen uit en werd in 801 distriktscommandant van Lantian, nabij de hoofdstad Chang 'an. In 803 werd hij onderzoekingsbeambte bij het censoraat in de hoofdstad
Tegen het einde van de heerschappij van keizer Tang Dezong kwam het tot kritiek over het groeien van de macht van de gunstelingen van de keizer, waaronder zich veel Eunuchen bevonden. Rond de eeuwwisseling formeerde zich een groep hervormers die door Wang Shuwen en Wang Pi werden geleid. Liu Zongyuan was aanhanger van hervorming. Door de dood van keizer Tang-Dezong en de troonbestijging van keizer Tang Shunzong werd de hervormbeweging bijna een succes. Maar de nieuwe keizer was al door ziekte getekend en stierf na acht maanden regering. Zijn zoon keizer Tang Xianzong ontsloeg de hervormers en verbande ze uit de hoofdstad.

## Werk
Liu Zongyuan leefde bijna de hele rest van zijn leven in Yongzhou (永州). Daar schreef hij gedichten, die tot de belangrijkste van de Tangliteratuur behoren. Zijn geschriften hebben een tendens kritisch op het Boeddhisme te zijn en het hervormingsgezinde confucianisme aan te hangen. Andere belangrijke themas waren de schoonheid van de natuur en de zware leefomstandigheden van boeren. 
Liu Zongyuan wordt genoemd als een van de Acht grote meesters van Tang en Song. Ongeveer vijfhonderd teksten van hem zijn bekend. Enkele daarvan zijn:
•	Traktaat over de slangenvangers (捕蛇者說, Bǔ Shézhě Shuō).

•	De ezel van Qian (黔之驢, Qián zhī Lǘ)

•	Acht notities van Yongzhou (永州八記, Yǒng zhōu Bā Jì) een landschap schilderende reisbericht. Een van de allereersten in China.

### Gedicht
Zijn vierregelige gedicht Rivier in de sneeuw (江雪,  Jiāngxuě) is een van de beroemdste en meest vertaalde gedichten uit de Chinese literatuur:
千山鳥飛絕 Qiān shān niǎo fēi jué,

萬徑人蹤滅 wàn jìng rén zōng miè.

孤舟蓑笠翁 Gū zhōu suō lì wēng,

獨釣寒江雪 dú diào hán jiāng xuě.

Duizend bergen, geen vogel te zien,

Tienduizend paden, geen spoor van mensen.

In een eenzame boot, een oude man, met regenhoed en regenjas

Alleen vissend, in de koude riviersneeuw.
- Bibliothèque nationale de France: cb12218375n (data)
- CiNii: DA03444168
- Digitale Bibliotheek voor de Nederlandse Letteren: liuz001
- Gemeinsame Normdatei: 11897517X
- International Standard Name Identifier: 0000 0000 8139 7070
- Library of Congress Control Number: n80135334
- MusicBrainz: 05dcdd76-b448-40cc-8431-28da7084e279
- National Central Library: 1083025
- Bibliotheek van het Japanse parlement: 00509906
- Nationale Bibliotheek van Tsjechië: jx20140512003
- Nationale bibliotheek van Australië: 36730188
- Nationale Bibliotheek van Israël: 987007264645305171
- Nationale en Universitaire bibliotheek Zagreb: 000318083
- Nederlandse Thesaurus van Auteursnamen: 140589406
- Système universitaire de documentation: 030850746
- Trove: 1438090
- Virtual International Authority File: 59884181
- WorldCat: E39PBJx8GBJqWBMKmkvby7B773